# كرور (عدد)

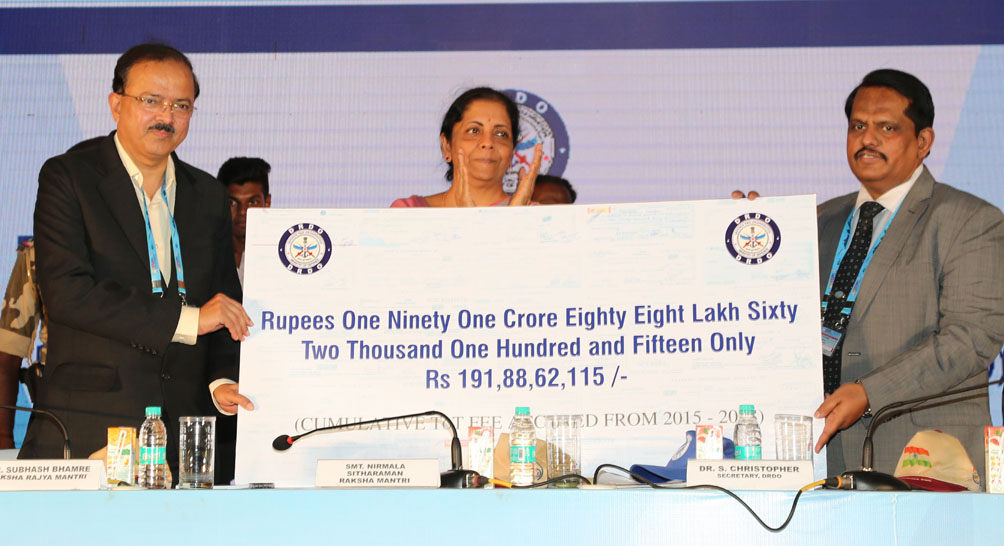

كرور (/ˈkrɔːr/; اختصارًا cr) هو وحدة في نظام الترقيم جنوب آسيا تساوي عشرة ملايين (10,000,000؛ التدوين العلمي: 10 7)، الذي هو مكتوب كما 1,00,00,000، أي ما يعادل مائة لاخ (لاخ يساوي مائة ألف وكما هو مكتوب 1,00,000). ويستخدم على نطاق واسع في الهند وبنغلاديش وباكستان والنيبال. يتم استخدام نظام الترقيم جنوب آسيا باللغة الهندية والبنغالية والأوردو، والنيبالية.

## استعمال
غالبا ما تكون مكتوبة مبالغ كبيرة من المال في الهند من حيث كرور. على سبيل المثال، يتم كتابة 100,000,000 (مائة مليون) روبية هندية إلى 10 كرور.
غالبا ما تكون التريليونات الروبيات مكتوبة بروبية أو لاخ. على سبيل المثال، تريليون روبية يساوي:
= واحد لاخ كرور روبية
= 1 لاخ كرور
= روبية 1 لاخ كرور
= مليون 1 × (1,00,000 × 1,00,00,000)
= مليون 10,00,00,00,00,000
= مليون 1,000,000,000,000 (في حسابات الغرب)
= 1 تريليون (في المقاييس قصيرة)
= 1012 روبية.
على الرغم من أن لاخ يستخدم في سري لانكا، ومعظم السريلانكيين لا يستخدمون كرور المدى عند الإشارة إلى المال، ولكنها تستخدم كزاتيا كلمة (කෝටිය) أو كوتي (கோடி) للإشارة إلى 100 لاخ، أو عشرة ملايين، التي تساوي كرور واحد.